# Баланит
Баланит (на латински: balanitis; на гръцки: βάλανος – „жълъд“) е възпаление на главичката на пениса (glans penis). В случаите, когато възпалението обхваща и препуциума, се нарича баланопостит.

## Етиология
Причините за възпалението на главичката могат да бъдат от различно естество като дразнене от различни вещества (обикновено съставки от шампоани, сапуни, душ гелове и др.), физически травми, както и от заразяване с широк спектър от патогени като бактерии, вируси, гъбички. Това определя и специфичния начин на лечението му. В случаите, когато се причинява от гъбичката Candida albicans, заболяването се нарича и с народното име млечница.
Причина за развитието на баланит при необрязани мъже може да бъде нередовното спазване на лична хигиена на половия член. Прекомерното му миене със сапун и други миещи средства също водят до възникване на възпалителна реакция. Баланитът често е съпровождащо състояние при мъже, болни от диабет, особено в случаите, когато нивото на кръвната захар е високо или не се поддържа.
При едно от проучванията е установено, че баланит се среща при 7,6% от обрязаните момчета, докато при необрязаните процентът е около два пъти по-висок – 14,4%. При много други проучвания се установява, че обрязаните мъже страдат много по-рядко от баланит.

## Клинични признаци
Баланитът клинически се демонстрира с оток и зачервяване в областта на главичката на пениса, ерозия, гноен ексудат, парене и сърбеж. По главата на пениса се появяват малки червени точици, а под препуциума се събира смегма.